# Alianza Liberal (Chile, 1891-1925)

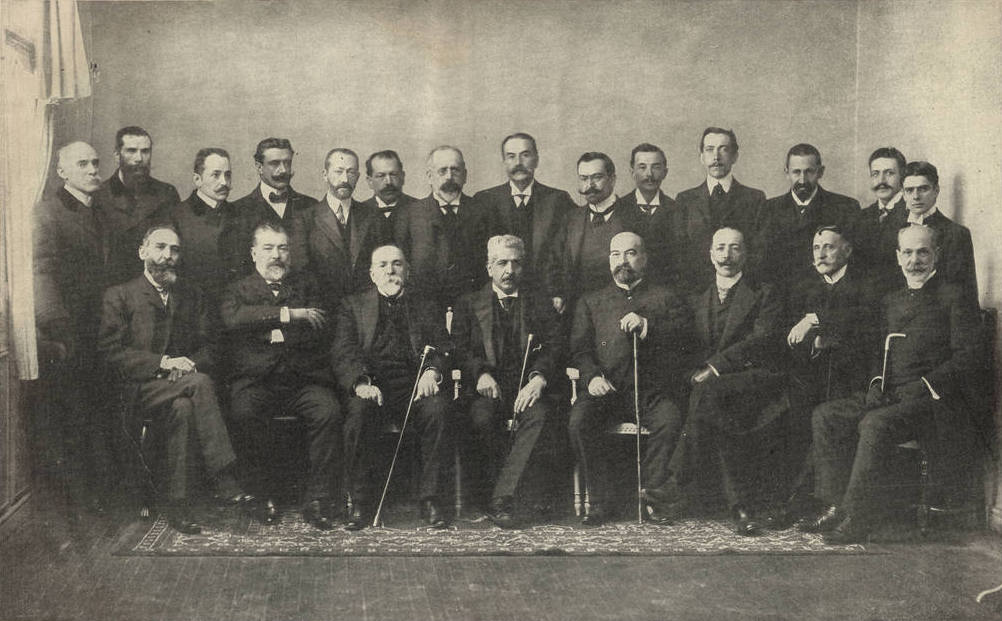
Junta ejecutiva de la Unión Liberal. Sentado en el centro, Pedro Montt.

La Alianza Liberal fue una coalición política chilena, formada en 1891, tras el fin de la guerra civil chilena, y la disolución de la coalición entre conservadores, radicales y liberales antibalmacedistas. Desapareció en 1925.
Durante todo el periodo de la república parlamentaria constituyó una suerte de bipartidismo con su contraparte la Coalición y la Unión Nacional. La Alianza estaba formada por el Partido Radical, polo de atracción de la coalición, el Partido Demócrata y las diversas agrupaciones liberales según las contingencias electorales y políticas.
Cuando reunía a los radicales, demócratas y todos los grupos liberales (liberales, liberales demócratas, nacionales y liberales doctrinarios) se denominan Unión Liberal.

## Candidaturas presidenciales apoyadas por la Alianza Liberal
| Elección | Candidato | Candidato | Candidato                     | Partido | Partido | Resultado  |
| -------- | --------- | --------- | ----------------------------- | ------- | ------- | ---------- |
| 1891     |           |           | Jorge Montt Álvarez           |         | Ind.    | Presidente |
| 1896     |           |           | Vicente Reyes Palazuelos      |         | PL      | No electo  |
| 1901     |           |           | Germán Riesco Errázuriz       |         | PL      | Presidente |
| 1906     |           |           | Pedro Montt Montt             |         | PN      | Presidente |
| 1910     |           |           | Ramón Barros Luco             |         | PL      | Presidente |
| 1915     |           |           | Javier Ángel Figueroa Larraín |         | PL      | No electo  |
| 1920     |           |           | Arturo Alessandri Palma       |         | PL      | Presidente |
| 1.       |           |           |                               |         |         |            |

## Resultados electorales (1891-1924)

### Diputados
| Año elección diputados | 1891 | 1894 | 1897 | 1900 | 1903 | 1906 | 1909 | 1912 | 1915 | 1918 | 1921 | 1924 |
| ---------------------- | ---- | ---- | ---- | ---- | ---- | ---- | ---- | ---- | ---- | ---- | ---- | ---- |
| Alianza Liberal        | 54   | 66   | 26   | 42   | 38   | 53   | 52   | 62   | 53   | 67   | 68   | 75   |
| Coalición              | 40   | 28   | 68   | 52   | 56   | 41   | 43   | 56   | 65   | 51   | 48   | 43   |
| Total diputados        | 94   | 94   | 94   | 94   | 94   | 94   | 95   | 118  | 118  | 118  | 118  | 118  |

### Senadores
| Año elección senadores | 1891 | 1894 | 1897 | 1900 | 1903 | 1906 | 1909 | 1912 | 1915 | 1918 | 1921 | 1924 |
| ---------------------- | ---- | ---- | ---- | ---- | ---- | ---- | ---- | ---- | ---- | ---- | ---- | ---- |
| Alianza Liberal        | 23   | 22   | 14   | 16   | 9    | 7    | 17   | 18   | 21   | 24   | 24   | 23   |
| Coalición              | 9    | 10   | 18   | 16   | 23   | 22   | 15   | 19   | 16   | 13   | 13   | 14   |
| Total senadores        | 32   | 32   | 32   | 32   | 32   | 29   | 32   | 37   | 37   | 37   | 37   | 37   |

Fuente: Heise 1982